# スティールシリーズ
SteelSeries（スティールシリーズ）とはデンマークに本拠を構えるゲーミングデバイス専門ブランドである。日本では株式会社ゲートが輸入代理店となっている。

## 概要
2000年に総スチール製マウスパッドを発売する所からスタート。その後もずっとゲーミングデバイスに振った製品を作り続け、プロゲーマーを中心にEスポーツアスリートに好まれる商品を作り続けてきている。
以前は「icemat」というガラス製マウスパッドとヘッドセットが別ブランドであったが、2007年にそれらもSteelseriesブランドへと合流させている。
とにかくすり減らないマウスパッドが欲しい、というユーザーの声から生まれたSteelpad Experienceシリーズ（旧icemat 2nd edition）、HeatoNとの共同開発から生まれたSteelpad S&S、環境が充分に取れない日本向け製品になるsteelpad QcK massなど、それぞれの事情に合わせたピンポイントな製品を生み出している。
2007年には、Microsoft社製、IntelliMouse Explorer3.0とIntelliMouse Opticalを特別塗装したSteelSeries Special Editionを数量限定で発売した。
(IntelliMouse Optical 1.1 SSは国内流通数が200個,IntelliMouse Explorer3.0 SSは100個と、非常に希少価値がある。)
主要ゲーミングデバイスの中ではマウスの生産が一番遅かったのだが、これは市場を充分に調査した上での製品作りを進めていたためである。
2008年に入りAmazon.co.jpにも進出、ゲームデバイスストアという新ジャンルを登場させている。
2021年にヘッドセットのJabraを擁するGNグループにより買収されることが発表された。

## 主な製品
以前はマウスパッドは「Steelpad」、ヘッドセットは「steelsounds」など分野ごとに製品名の前に付く名称が異なっていたが、現在は「steelseries」へと統一されている。
- マウスパッド
  - QcK / QcK mini / QcK+(布)
  - QcK heavy(布)
  - QcK mass(布)
  - NP+(耐水性布)
  - S&S(プラ)
  - 4HD(プラ)
  - 9HD(プラ)
  - 4D(プラ)
  - 5L(ハイブリッド)
  - SX(アルミ)
  - SP(プラ)
  - Experience I-1 / I-2（旧icemat/icemat 2nd edition(但し、日本は白と黒のみ)）(ガラス)
  - 5C（日本未発売&限定商品）(布)
  - DEX (最新式、水洗可能）
- ヘッドセット
  - 3H
  - 4H
  - 5H
  - 5Hv2
  - 7H
  - Siberia / Siberiav2 / Siberia Neckband
  - Siberia V3 / V3 Prism(RGB)
  - Siberia Elite Prism (RGB)
  - H Wireless (SteelSeries / Playstation / Xbox Version)

- キーボード
  - 6G (機械式）
  - 6Gv2(機械式）
  - 7G（機械式）
  - Apex Raw (Single Color Backlight)
  - Apex (5 Zone RGB Backlight)
  - Apex M800 (Per Key RGB LEDs)機械式
  - Apex Pro
  - Apex 7

- マウス
  - Ikari Optical / Laser
  - Kinzu Optical
  - Xai Laser
  - Kana
  - Rival Family (Optical) 2015 ~
  - Sensei RAW (Laser)
  - Sensei (Laser)
  - Sensei Wireless(Laser)

- コントローラー
  - Nimbus (Apple TV 専用）2015.Nov ~
  - Stratus XL Made for IOS
  - Stratus XL Made for Windows + Android
  - Stratus Wireless Gaming Controller